# Radisav Ćurčić
Radisav Ćurčić, né le 26 septembre 1965 à Čačak, est un joueur yougoslave de basket-ball, évoluant au poste de pivot. Il a obtenu la nationalité israélienne.

## Club
- KK Borac Čačak
- 1987-1992 :  BC Olimpia Ljubljana
- Pallalcesto Amatori Udine
- 1992-1993 :  Mavericks de Dallas
- 1993-1994 :  Polisportiva Dinamo Sassari
- 1994-1996 :  Maccabi Tel Aviv
- 1996-1997 :  Tuborg Izmir
- 1997-1999 :  Hapoël Jérusalem
- 1999-2000 :  Fenerbahçe Istanbul
- 2000-2002 :  Maccabi Tel Aviv

## Palmarès

### Club
- Champion d'Israël 1995, 1996, 2001
- Vainqueur de la Coupe d'Israël  2001

### Sélection nationale
- Championnat du monde masculin de basket-ball
  -  Champion  du monde 1990 en Argentine avec la Yougoslavie

### Distinction personnelle
- MVP du championnat d'Israël 1999
- Choisi dans le cinq majeur du championnat d'Israël 1999